# 山田マン
山田マン（やまだマン、本名：山田智成、1971年9月26日 - ）は、日本のヒップホップグループであるラッパ我リヤのメンバーで、MC兼トラックメイカーである。また、山田マンの「田」の字は正しくは、形がそっくりな☮（ピースマーク）で「山☮マン」と表記するが、ほとんどの場合は「山田マン」で表記されている。

## 来歴
千葉県野田市出身。血液型B型。既婚者。1990年代、Mr.Qと意気投合し、2人による「ラッパガリヤ」を結成する。数年前からブログを始めており、THE SOURCE JAPAN ONLINEに移転するもTHE SOURCE JAPAN ONLINEの閉鎖に伴いブログも閉鎖となった。移転先はまだ決まっていないがラッパ我リヤ・山田マンの情報はSOHMATO BLOGで随時更新されている。

## ディスコグラフィ

### アルバム
- 『MESSAGE』（2003年12月17日）

1. Intro（MESSAGE）
2. Driving feat.SIVA
3. Bad Boy X'mas feat.GANXSTA D.X,FRAGRANCE
4. 夢(My Dream) feat.三善/善三,DOC KMC
5. クラブミュージック(出会いと別れ) feat.MINESIN-HOLD
6. Don't Cry feat.ブッチャー
7. かんしゃ ママ
8. Skit
9. 大きく育て
10. 財宝 feat.HYDRO MANIA GENTLEMEN
11. ダーティー・ダンディー

- 『RIZE UP』（2005年11月30日）

1. イントロ
2. 手を上げな
3. Rize Up feat.GHETTO INC,BIG RON,UZUMAKI
4. 自分勝手な
5. SKIT
6. 赤ちょうちん
7. 今夜のパーティナイト

### 客演作品
- DJ MASTERKEY

ミレニアムオブバッハ「STYLE OF ATTACK」（FEAT.HOAGRA DA ROLEX）
『ONE LIFE(WON LIGHT)』（2001年4月25日）
『DADDY'S HOUSE VOL.1』（2001年10月11日）
『DADDY'S HOUSE BEST』（2005年10月26日）
HIP HOP GENTLEMEN feat.Mummy-D/山田マン/BAMBOO
『DADDY'S HOUSE vol.2』（2003年11月12日）
『THE ADVENTURES OF DADDY'S HOUSE』（2006年6月7日）
HIP HOP GENTLEMEN 2 feat.Mummy-D/山田マン/MINESIN-HOLD
- 浪花男,『生きているって最高!』（2002年2月20日）
2.欲しいモノと必要なモノ feat.山田マン
- MINESIN-HOLD,『BOOM!!!!!』（2003年5月21日）
8.COOL DADDY feat.山田マン
- DJ CELORY a.k.a. Mr.BEATS『BEATS JAPAN』（2004年4月28日）
8.Play-N-Life feat.UZI,山田マン,秋田犬どぶ六
- H☆G☆S☆P『HIGH-GRADE-SPECIAL』（2004年6月23日）
9.H☆G☆S☆P feat.ZEEBRA,山田マン,KM-MARKIT
- dj honda
『REASON 第弐章』（2005年10月5日）
『REASON〜SOUNDTRACK〜』（2005年11月16日）
MAD DRAMA feat.Lex Diamonds,GDX,Twigy,山田マン,565
- オムニバス,『1998〜2005 COMPILATION ALBUM ALL STARS』（2006年5月24日）
1.PUMP IT UP〜未来に繋げB-BOYスタンス〜feat.MURO,LITTLE,Miss Monday,BOY-KEN,山田マン,CRAZY-A,CAKE-K
5.Can I get a touch〜あなたに触れたい〜feat.Miss Monday,M2 from Never Land,Back On,Naomi,山田マン from ラッパ我リヤ,CAKE-K
- Mek Piisua
『Mai Pen Rai feat. 山田マン』（2015年8月20日）
1.Mai Pen Rai feat. 山田マン
3.Mai Pen Rai feat. 山田マン(Acapella)

### リミックス作品
- ラブグラ 『一撃』（1999年7月23日）
5.準備万端-山田マンREMIX
- PAMELAH 『REMIX EDITION〜PAMELAHOLIC〜』（1999年7月28日）
5.stay cool (マン山田 REMIX)
10.It's my fault (マン山田 REMIX)
- 松田聖子 『SEIKO MATSUDA:RE-MIXES』（1999年10月6日）
6.SWEET MEMORIES マン山田 SWEET Mix
- 14“fourteen” 『sunsick』（2000年9月20日）
13.smoke〜山田マンmix〜
- YMO 『YMO REMIXES TECHNOPOLIS 2000-00』（2000年11月22日）
7.RYDEEN (YAMADA MAN Remix)
- オムニバス 『HARLEM ver.1.7』（2002年12月18日）
8.-RONIN FORE-(remixed by 山田マン)

### 楽曲提供
- ヒプノシスマイク 『Fling Posse VS 麻天狼』（2018年7月18日）
3.Shinjuku Style ～笑わすな～　※作詞（共作）